# Phaeoura magnificans
Phaeoura magnificans är en fjärilsart som beskrevs av Dyar 1923. Phaeoura magnificans ingår i släktet Phaeoura och familjen mätare. Inga underarter finns listade i Catalogue of Life.